# Гурджи, Майя Михайловна
Майя (Маиса) Михайловна Гурджи́ (укр. Майя Михайлівна Гурджі; 25 мая 1946, Симферополь — июнь 1992, Симферополь) — советский и украинский музыковед

 и педагог. Член Союза композиторов Украины.

## Биография
Родилась 25 мая 1946 года в Симферополе в семье крымчаков.
Выпускница Симферопольского музыкального училища. В 1971 году окончила историко-теоретико-композиторский факультет Государственного музыкально-педагогического института имени Гнесиных (Москва). С 1971 года преподавала в Симферопольской детской музыкальной школе № 1. С 1975 года работала на областном радио музыкальным комментатором. В 1978 году стала членом Союза композиторов Украины.
Автор статей в журналах и газетах, лекций, радио- и телепередач. Занималась популяризацией произведений композитора А. С. Караманова, написала ряд статей о нём. Инициировала и организовывала проведение тематических художественно-музыкальных вечеров в Симферопольском художественном музее.
Умерла в июне 1992 года в Симферополе.

## Память
- В 2017 году с целью «показать роль женщин в культурной, социально-экономической и военной истории Крыма в XX веке» Государственный архив Республики Крым организовал выставку «Женщины в истории Крыма. Очерки», на которой были представлены документы о жизни и деятельности Майи Гурджи из фондов архива: фотопортрет, автобиография и стенограмма передачи «Премьера симфонии» из цикла «Музыка и музыканты»[8].
- 17 мая 2022 года в Симферополе состоялся вечер памяти Майи Гурджи, организованный обществом крымчаков «Кърымчахлар»[9].